# Wije

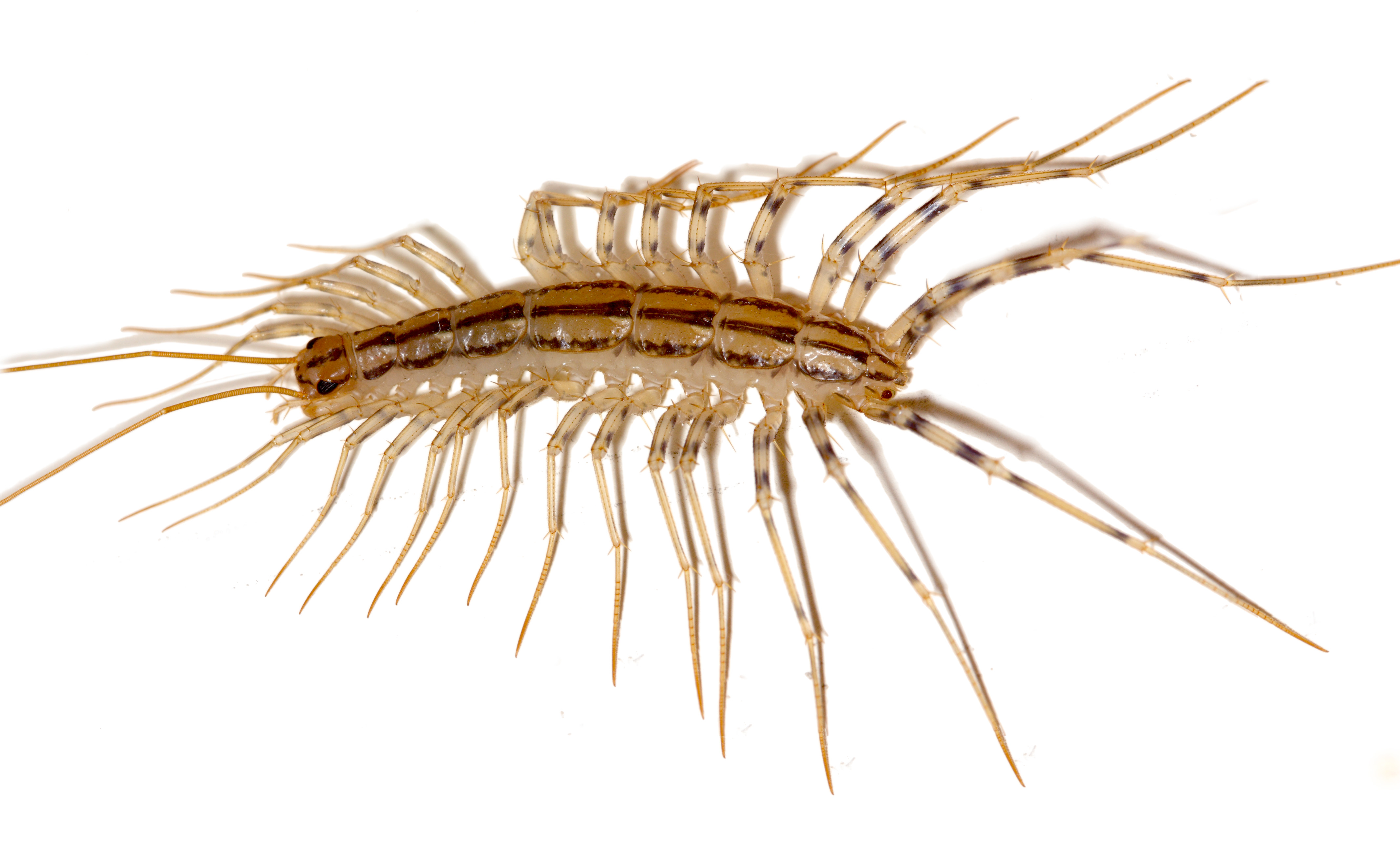
Scutigera coleoptrata – parecznik z rzędu przetarcznikokształtnych

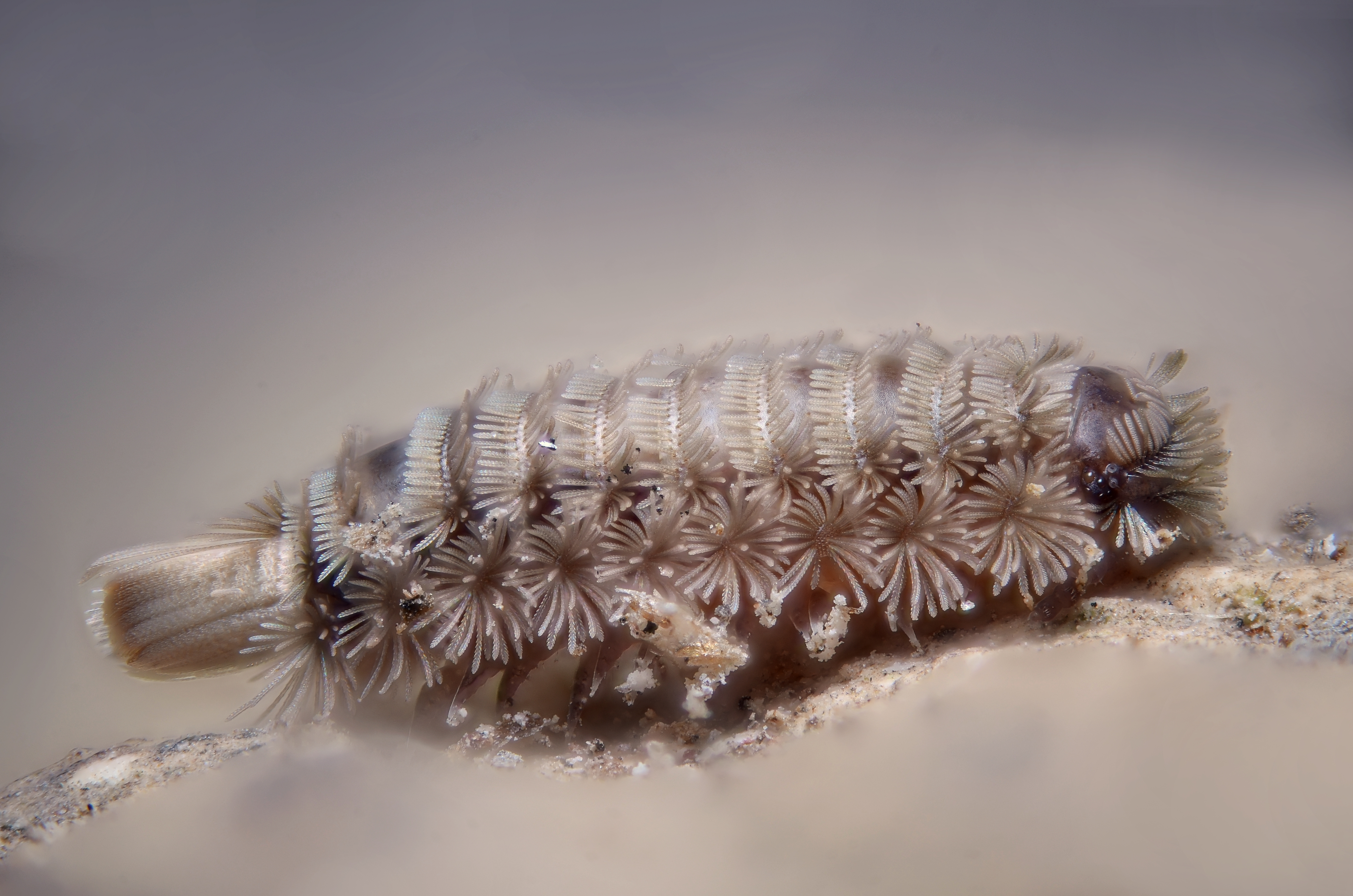
Strzępnica zającowata – dwuparzec z rzędu strzępnic

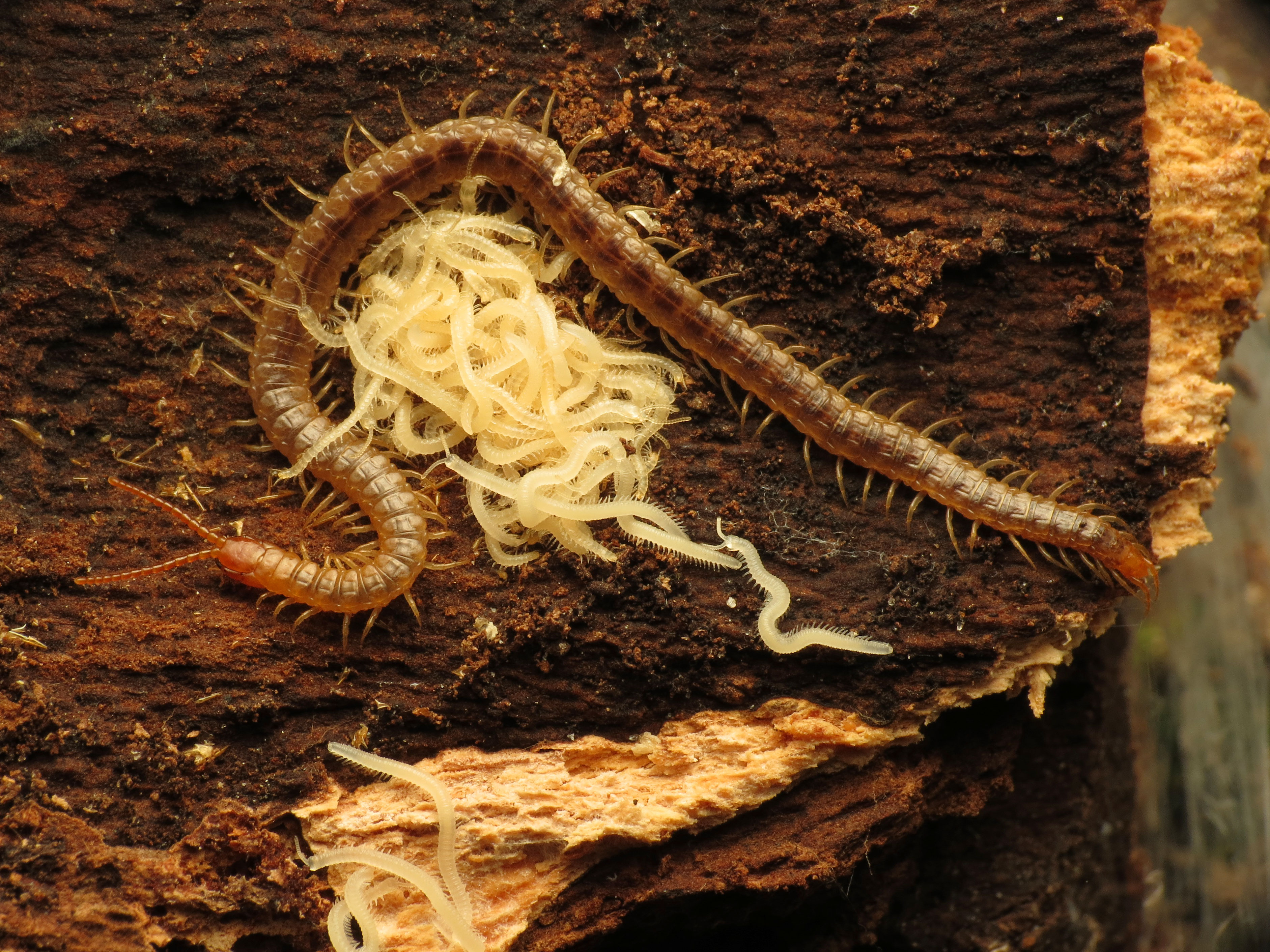
Parecznik z rzędu zieminkokształtnych – matka z młodymi

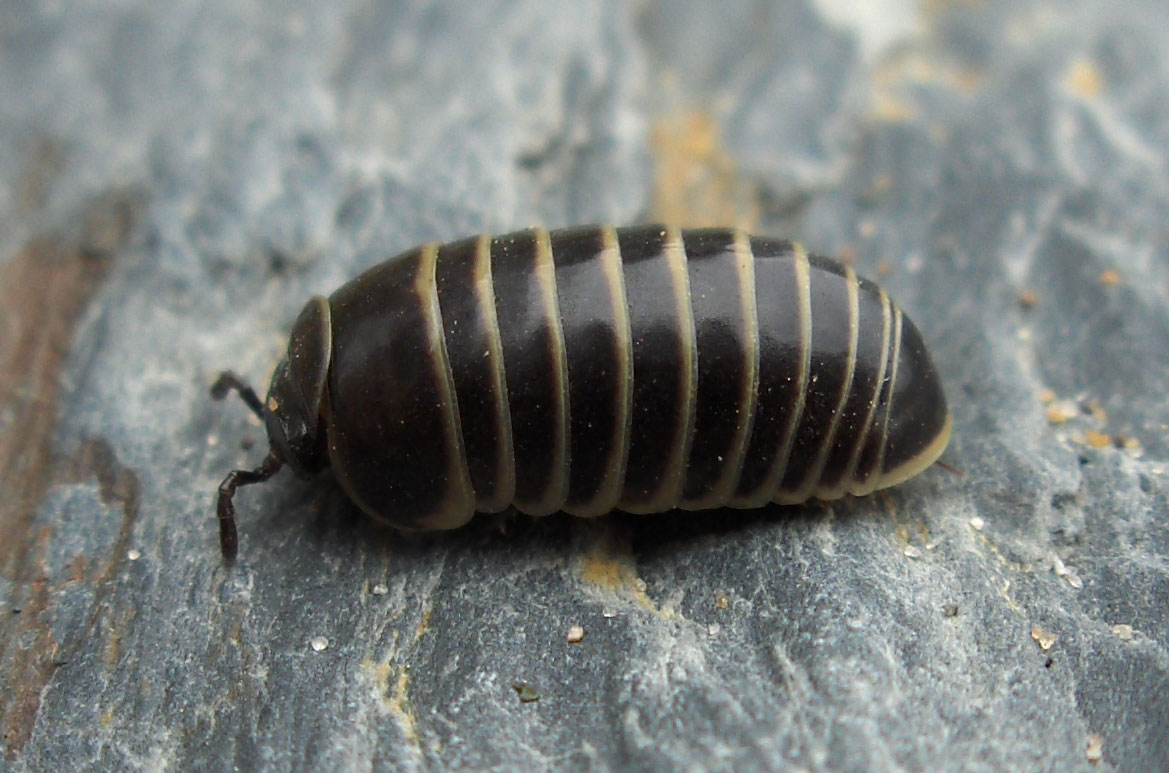
Skulica obrzeżona – dwuparzec z rzędu skulic

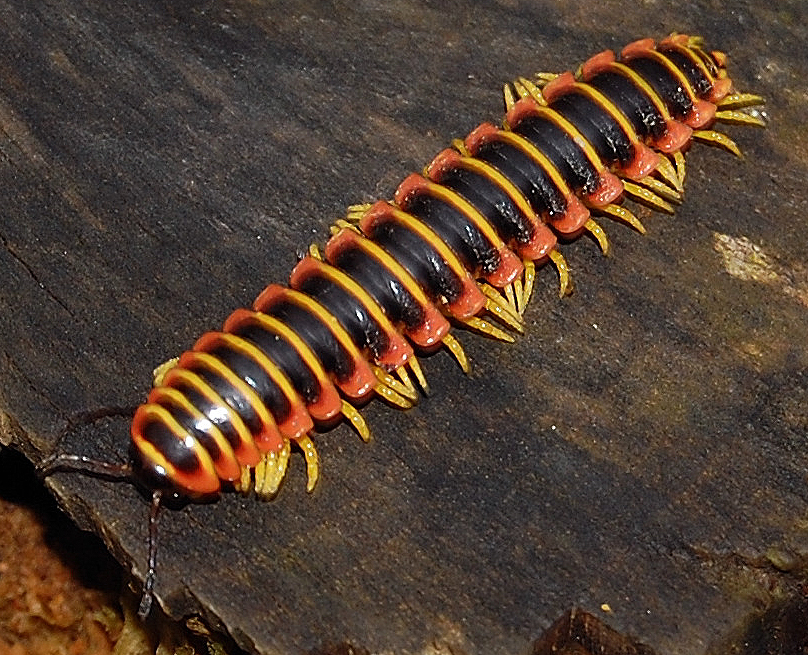
Apheloria virginiensis – dwuparzec z rzędu węzławców.

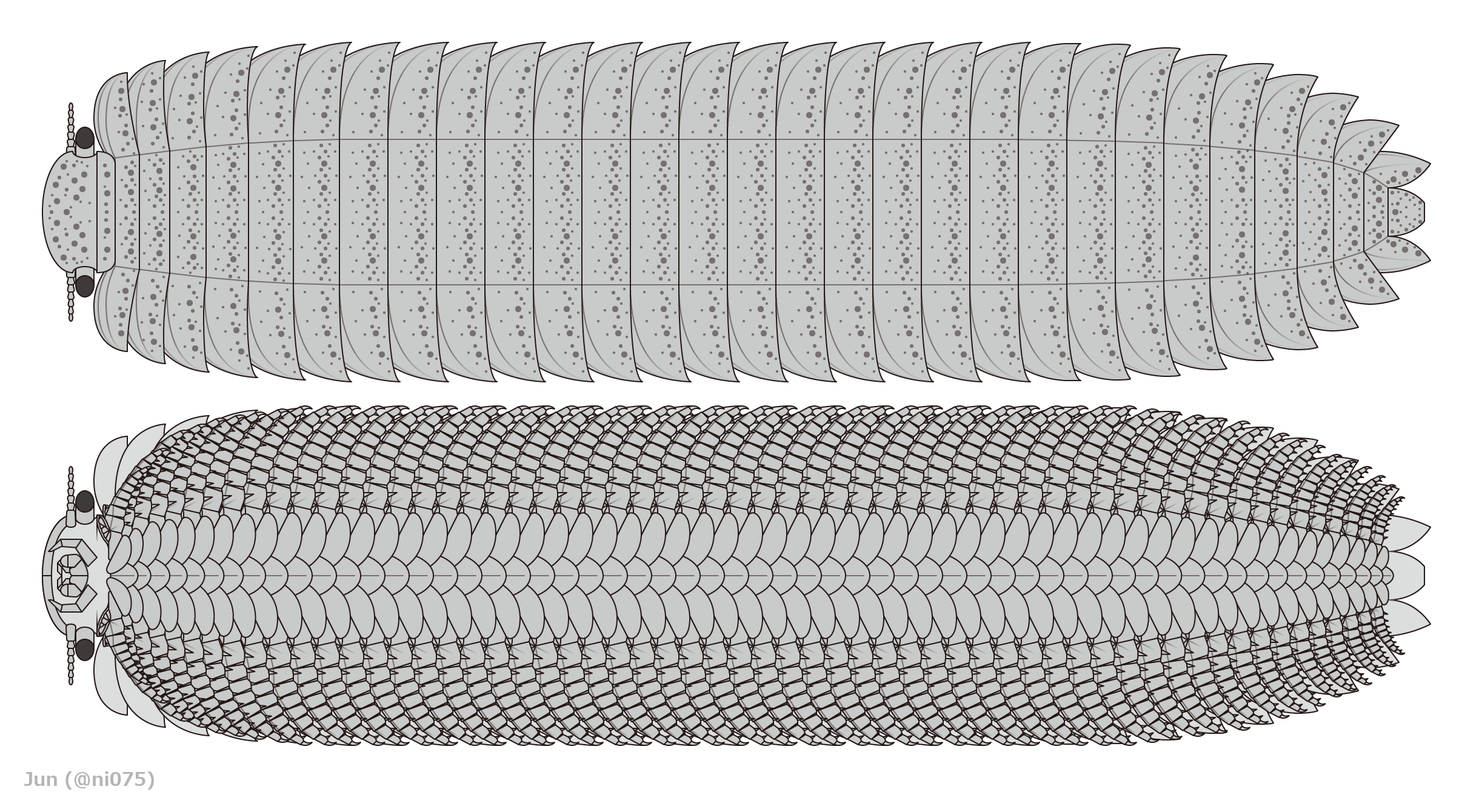
Rekonstrukcja artropleury

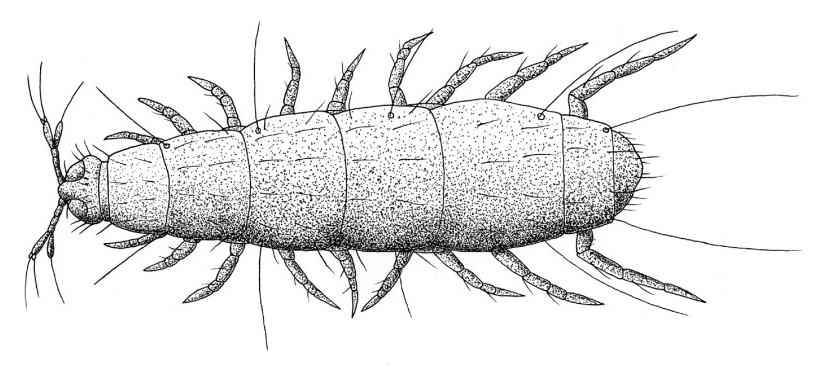
Skąponóg Huxleja z gromady skąponogów

Wije (Myriapoda) – takson stawonogów, klasyfikowany w randze podtypu lub nadgromady. Obejmuje około 16 tysięcy opisanych gatunków, zaliczanych do gromad: pareczników, drobnonogów, skąponogów i dwuparców. Ich ciało składa się z głowy i segmentowanego tułowia oraz wyposażone jest w jedną parę czułków, 2–3 pary przydatków gębowych i przynajmniej 4 pary odnóży tułowiowych. Zamieszkują głównie środowiska wilgotne. Prawdopodobnie różnicowały się w kambrze, natomiast najstarsze skamieniałości ich ciał pochodzą z późnego syluru.

## Morfologia
Współczesne wije osiągają rozmiary od mikroskopowych do około 30 cm długości, ale wśród wymarłych Arthropleuridea znajdują się największe bezkręgowce lądowe o długości ponad 2 m. Ciało wijów składa się z dobrze wyodrębnionej głowy i zakończonego telsonem tułowia.
Głowa jest jednolita, wyposażona w jedną parę czułków, narządy gębowe i zwykle oczy. Narządy gębowe są pierwotnie złożone z 3 par odnóży (przydatków) gębowych: żuwaczek i 2 par szczęk, jednak u dwuparców i skąponogów druga para szczęk zanika jeszcze w rozwoju zarodkowym i potem nie występuje. Żuwaczki pareczników i drobnonogów są jedno-, a skąponogów i dwuparców dwuczłonowe. Szczęki są członowane, u większości gatunków złożone z części nasadowej i dwóch płatów: żuwki wewnętrznej i zewnętrznej – ta ostatnia wyposażona może być w głaszczek. Na spodzie głowy leży otwór gębowy, który z przodu ogranicza warga górna, a z tyłu warga dolna lub inne struktury. Oczy mają zwykle formę oczu prostych, czasem zgrupowanych w skupienia, ale u przetarcznikokształtych występują oczy złożone. Niektóre wije są ślepe.
Tułów składa się z różnej liczby podobnie zbudowanych segmentów. Każdy z nich, z wyjątkiem telsonu, wyposażony jest w 1 lub 2 pary odnóży. Odnóża początkowych segmentów mogą być zmodyfikowane (np. szczękonóża, nóżki kopulacyjne). Liczba odnóży jest zawsze większa niż 6, a dochodzić może nawet do ponad 750 (u Illacme plenipes). Otwory płciowe mogą być parzyste i znajdować się z przodu tułowia lub być nieparzyste i znajdować się z tyłu tułowia.

### Budowa wewnętrzna
W szkielecie wewnętrznym głowy charakterystyczna jest dla wszystkich wijów budowa tentorium. Tylne wyrostki tentorium łączą się ze sklerytami tworzącymi beleczkę podgębową, a także zlewają się ze sobą, tworząc beleczkę poprzeczną, która sięgać może bocznych ścian puszki głowowej. Beleczka poprzeczna stanowi podporę dla apodem z których wychodzą mięśnie przywodziciele żuwaczek. W takim układzie ruchy tentorium w górę i w dół dostarczają lub zwiększają siłę rozwierającą żuwaczki.
Układ nerwowy jest u nich zbudowany prymitywnie. Mózg składa się z przedmóżdża, śródmóżdża i zamóżdża oraz łączy się obrączką okołoprzełykową ze zwojem podprzełykowym, powstałym ze zlanych trzech pierwszych par zwojów brzusznych. W dalszej części zwoje brzuszne łączone są parami segmentalnie, tworząc drabinkę nerwową.
Układ krwionośny cechuje długie, poprzewężane segmentalnie serce. Z serca odchodzi aorta, która rozgałęzia się, a jej odnogi biegną do głowy i okolicy brzusznej. Układ oddechowy złożony jest z tchawek. Najmniejsze z wijów nie mają układu krwionośnego i oddechowego, a wymiana gazowa zachodzi u nich przez ściany ciała.
Narządami wydalniczymi są cewki Malpighiego, a u niektórych występują też gruczoły szczękowe.

## Biologia i występowanie
Stawonogi te są rozdzielnopłciowe (rzadko partenogenetyczne) i jajorodne. U większości gatunków osobniki wylęgnięte z jaj mają niepełną liczbę segmentów i rozwijają się anamorficznie, zyskując kolejne segmenty z wylinkami. U części pareczników występuje jednak epimorfoza – wzrost bez zwiększania liczby segmentów.
Wije są zwierzętami lądowymi, w większości są wrażliwe na wysychanie i preferują środowiska wilgotne.
Prowadzą skryty tryb życia. Spotykane są w glebie, ściółce leśnej, pod kamieniami i korą drzew. Niektóre gatunki zasiedlają jednak środowiska półpustynne i pustynne. Większość gatunków jest saprofagami, reszta drapieżnikami.
Rozprzestrzenione są na całym świecie, ale najliczniejsze gatunkowo w od strefy tropikalnej do ciepłej umiarkowanej. W Polsce stwierdzono około 150 gatunków.

## Systematyka i ewolucja
Do wijów zalicza się około 16 tysięcy opisanych gatunków. Dzieli się je na 4 gromady: drobnonogi, dwuparce, skąponogi i pareczniki. Relacje pomiędzy nimi, jak i pomiędzy wijami a resztą stawonogów pozostają przedmiotem debat.
Część analiz molekularnych i morfologicznych sugeruje polifiletyzm lub parafiletyzm wijów, jednak większość przemawia za ich monofiletyzmem. Cechy budowy świadczące na korzyść tego ostatniego dotyczą budowy tentorium (patrz: sekcja o budowie wewnętrznej), oczu (z wyjątkiem przetarcznikokształtnych i strzępnic brak w omatidiach stożków krystalicznych) i układu nerwowego (sposób zgrupowania neuronów reagujących na serotoninę).
W różnych analizach uzyskiwano prawie wszystkie możliwe kombinacje relacji pomiędzy 4 gromadami wijów. Jeden z popularniejszych poglądów każe dzielić wije na tyłopłciowe (Opisthogoneata, obejmujące tylko pareczniki) i przodopłciowe (Progoneata), a te na trójprzysadkowe (Trignatha, obejmujące tylko skąponogi) i dwuprzysadkowe (Dignatha, obejmujące dwuparce i drobnonogi).
Przez większość XX wieku dominował pogląd o najbliższym pokrewieństwie między wijami a sześcionogami – łączono je w podtyp tchawkodysznych. Współczesne badania molekularne wskazują jednak, że sześcionogi stanowią odgałęzienie skorupiaków i łączy się je z nimi w klad Tetraconata (Pancrustacea). W takim przypadku wije łączy się albo z Pancrustacea w klad żuwaczkowców albo ze szczękoczułkowcami w klad Paradoxopoda. Hipoteza żuwaczkowców ma o wiele większe wsparcie ze względu na wspólne cechy budowy i dowody paleontologiczne. Na korzyść Paradoxopoda świadczy wiele wyników badań molekularnych, ale jedyną ich potencjalną autapomorfią jest sposób neurogenezy.
Datowania metodami molekularnymi wskazują, że wije różnicowały się w kambrze. Najstarsze ślady, prawdopodobnie należące do wczesnych dwuparców, pochodzą z późnego późnego ordowiku. Najstarszą skamieniałością ciała, należącą niewątpliwie do wija jest dwuparzec Cowiedesmus eroticopodus z przełomu wenloku i ludlowu. Natomiast pochodzący z późnego syluru Pneumodesmus newmani jest najstarszym zwierzęciem, o którym wiadomo, że oddychało powietrzem atmosferycznym – świadczy o tym obecność przetchlinek.